# العلاقات المصرية الموزمبيقية
العلاقات المصرية الموزمبيقية هي العلاقات الثنائية التي تجمع بين مصر وموزمبيق.

## مقارنة بين البلدين
هذه مقارنة عامة ومرجعية للدولتين:
| وجه المقارنة                                              | مصر           | موزمبيق          |
| --------------------------------------------------------- | ------------- | ---------------- |
| المساحة (كم2)                                             | 1.01 مليون    | 801.59 ألف       |
| عدد السكان (نسمة)                                         | 94.80 مليون   | 29.67 مليون      |
| الكثافة السكانية (ن./كم²)                                 | 93.86         | 37.01            |
| العاصمة                                                   | القاهرة       | مابوتو           |
| اللغة الرسمية                                             | اللغة العربية | اللغة البرتغالية |
| العملة                                                    | جنيه مصري     | متكال موزمبيقي   |
| الناتج المحلي الإجمالي (بليون دولار)                      | 235.37 مليار  | 12.33 مليار      |
| الناتج المحلي الإجمالي (تعادل القوة الشرائية) بليون دولار | 998.67 مليار  | 33.35 مليار      |
| الناتج المحلي الإجمالي الاسمي للفرد دولار أمريكي          | 3.61 ألف      | 529              |
| الناتج المحلي الإجمالي للفرد دولار أمريكي                 |               | 1.13 ألف         |
| مؤشر التنمية البشرية                                      | 0.690         | 0.416            |
| رمز المكالمات الدولي                                      | +20           | +258             |
| رمز الإنترنت                                              | .eg، .مصر     | .mz              |
| المنطقة الزمنية                                           | ت ع م+02:00   | ت ع م+02:00      |

## منظمات دولية مشتركة
يشترك البلدان في عضوية مجموعة من المنظمات الدولية، منها:
| علم المنظمة | اسم المنظمة                               | تاريخ انضمام مصر | تاريخ انضمام موزمبيق |
| ----------- | ----------------------------------------- | ---------------- | -------------------- |
|             | الاتحاد البريدي العالمي                   | ?                | ?                    |
|             | مؤسسة التنمية الدولية                     | 26 أكتوبر 1960   | 24 سبتمبر 1984       |
|             | منظمة التجارة العالمية                    | 30 يونيو 1995    | ?                    |
|             | الاتحاد الأفريقي                          | 9 يوليو 2002     | ?                    |
|             | الأمم المتحدة                             | 24 أكتوبر 1945   | 16 سبتمبر 1975       |
|             | وكالة ضمان الاستثمار متعدد الأطراف        | 12 أبريل 1988    | 23 نوفمبر 1994       |
|             | منظمة الشرطة الجنائية الدولية             | 7 سبتمبر 1923    | ?                    |
|             | مؤسسة التمويل الدولية                     | 20 يوليو 1956    | 24 سبتمبر 1984       |
|             | المنظمة الهيدروغرافية الدولية             | 21 يونيو 1921    | ?                    |
|             | الاتحاد الدولي للاتصالات                  | 9 ديسمبر 1876    | 4 نوفمبر 1975        |
|             | البنك الدولي للإنشاء والتعمير             | 27 ديسمبر 1945   | 24 سبتمبر 1984       |
|             | البنك الإفريقي للتنمية                    | 10 سبتمبر 1964   | ?                    |
|             | منظمة التعاون الإسلامي                    | 25 سبتمبر 1969   | ?                    |
|             | المركز الدولي لتسوية المنازعات الاستشارية | 2 يونيو 1972     | 7 يوليو 1995         |
|             | يونسكو                                    | 22 يناير 1947    | 11 أكتوبر 1976       |

## وصلات خارجية
- موقع وزارة الخارجية المصرية
- موقع وزارة الخارجية الموزمبيقية